# Autostrada międzystanowa nr 5

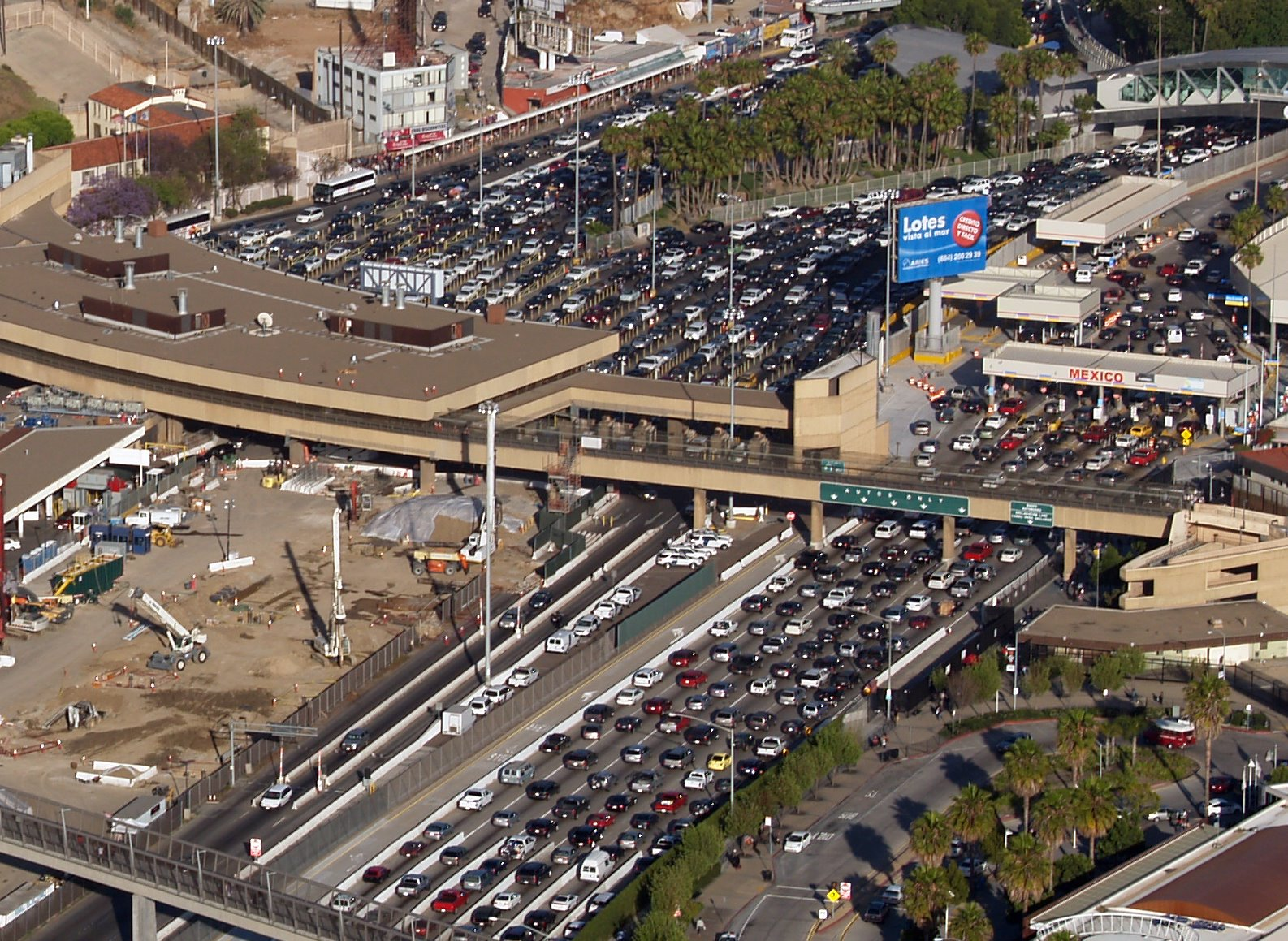
Autostrada I-5 na granicy amerykańsko-meksykańskiej

Autostrada międzystanowa nr 5 (ang. Interstate 5, I-5) – amerykańska autostrada międzystanowa o długości 1381,29 mil (2222,97 km) znajdująca się na Zachodnim Wybrzeżu, przebiegająca przez Kalifornię, Oregon i Waszyngton, równolegle do linii brzegowej Oceanu Spokojnego. Rozpoczyna się w San Diego na granicy z Meksykiem, a kończy w Blaine na granicy z Kanadą, około 40 km na południowy wschód od Vancouver. Jest tym samym jedyną autostradą międzystanową, która dotyka zarówno meksykańskiej jak i kanadyjskiej granicy. Budowana była etapami od 1956 do 1979.

## Główne miasta
- San Diego
- Chula Vista
- Oceanside
- Irvine
- Santa Ana
- Orange
- Anaheim
- Norwalk
- Downey
- Los Angeles
- Glendale
- Burbank
- Santa Clarita
- Stockton
- Sacramento
- Eugene
- Salem
- Portland
- Vancouver
- Tacoma
- Seattle
- Everett

## Drogi pomocnicze
- Kalifornia
  - autostrada międzystanowa nr 105
  - autostrada międzystanowa nr 205
  - autostrada międzystanowa nr 405
  - autostrada międzystanowa nr 505
  - autostrada międzystanowa nr 605
  - autostrada międzystanowa nr 805
- Oregon
  - autostrada międzystanowa nr 105
  - autostrada międzystanowa nr 205
  - autostrada międzystanowa nr 405
- Waszyngton
  - autostrada międzystanowa nr 205
  - autostrada międzystanowa nr 405
  - autostrada międzystanowa nr 705